# Lăng mộ ANB

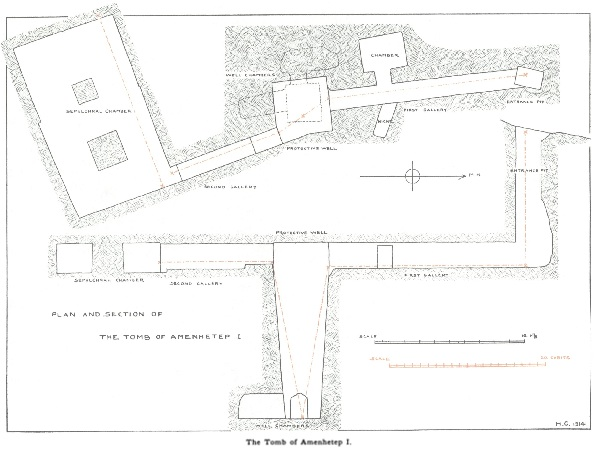
Sơ đồ lăng mộ ANB

Lăng mộ ANB là một lăng mộ nằm ở phía tây của nghĩa trang Dra' Abu el-Naga', gần Thebes, Ai Cập. Đây được cho là nơi chôn cất ban đầu của pharaon Amenhotep I của Vương triều thứ 18 và mẹ ông, vương hậu Ahmose-Nefertari.

## Phát hiện
Lăng mộ ANB được phát hiện vào năm 1907 bởi những người dân địa phương. Trong báo cáo của mình, Howard Carter cho rằng, lăng mộ này là của vua Amenhotep I dựa trên những mảnh vỡ bình đá có khắc tên của Ahmose I (cha ông), Ahmose-Nefertari (mẹ ông) và Amenhotep I. Những mảnh vỡ này hiện được lưu giữ tại Bảo tàng Nghệ thuật Metropolitan, mang số hiệu MMA 21.7.1-8. Một bức tượng bán thân của một người phụ nữ (MMA 21.7.9) được phát hiện trong mộ có thể là của Ahmose-Nefertari.

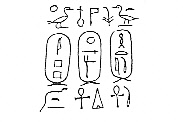
Khung tên của vua Apepi và Herit trên một mảnh vỡ

Ngoài ra, mảnh vỡ MMA 21.7.7 được tìm thấy có ghi tên của vua Apepi thuộc Vương triều thứ 15 cùng một công chúa là Herit. Có lẽ mảnh vỡ này là từ một chiếc bình trong số những chiến lợi phẩm mà Ahmose I lấy được sau khi đánh bại quân Hyksos.

## Cấu trúc
Lăng mộ ANB ban đầu có thể dành cho vương hậu Ahmose-Nefertari, sau đó mới được mở rộng thêm. Lối vào dẫn xuống hành lang thứ nhất. Ở cuối hành lang này là một trục giếng trời. Bên dưới trục giếng này là hai phòng mộ giả. Ở bên kia trục giếng là một hành lang dẫn đến phòng chôn cất chính.

## Cuộn giấy cói Abbott và lăng mộ của Amenhotep I
Cuộn giấy cói Abbott ghi lại các sự kiện trong năm thứ 16 của triều đại Ramesses IX. Lăng mộ của Amenhotep I được đề cập trong cuộn giấy cói này. Theo đó, lăng mộ của nhà vua sâu 120 cubit (hơn 54 mét). Carter đã đo kích thước của lăng mộ ANB, cộng thêm chiều sâu của giếng là 120 cubit. Qua đó, Carter gán ghép rằng lăng mộ ANB phù hợp với kích thước lăng mộ của Amenhotep được đề cập trong giấy cói.
Tuy nhiên, Černý sau đó phỏng đoán rằng, lăng mộ ban đầu của Amenhotep có thể ở Deir el-Bahari, nơi mà đền thờ của nhà vua được tìm thấy. Đền thờ này đã bị hủy hoại nặng nề. Černý kết luận rằng mộ của Amenhotep vẫn đang được tìm kiếm và không phải là ANB.
Ngoài ANB, KV39 cũng được cho là nơi chôn cất ban đầu của Amenhotep I. Tuy nhiên, lăng mộ ANB có khả năng cao hơn là của nhà vua bởi vì nó chứa các vật thể mang tên ông và những thành viên trong hoàng gia.